# Elisa Montessori
Elisa Montessori (* 18. Juni 1931 in Genua, Italien) ist eine italienische Malerin.

## Leben und Werk
Montessori studierte Geisteswissenschaften und schloss 1953 ihr Studium an der Universität La Sapienza in Rom ab. Nach ihrem Abschluss wurde sie im Atelier von Mirko Basaldella ausgebildet, mit dem sie das Interesse an orientalischen Kulturen und am Experimentalismus teilte. Sie kam dort in direkten Kontakt mit Afro Basaldella, Corrado Cagli und verfolgte die Entwicklungen der 1949 von Ettore Colla, Alberto Burri und Giuseppe Capogrossi gegründeten Künstlergruppe Origine.

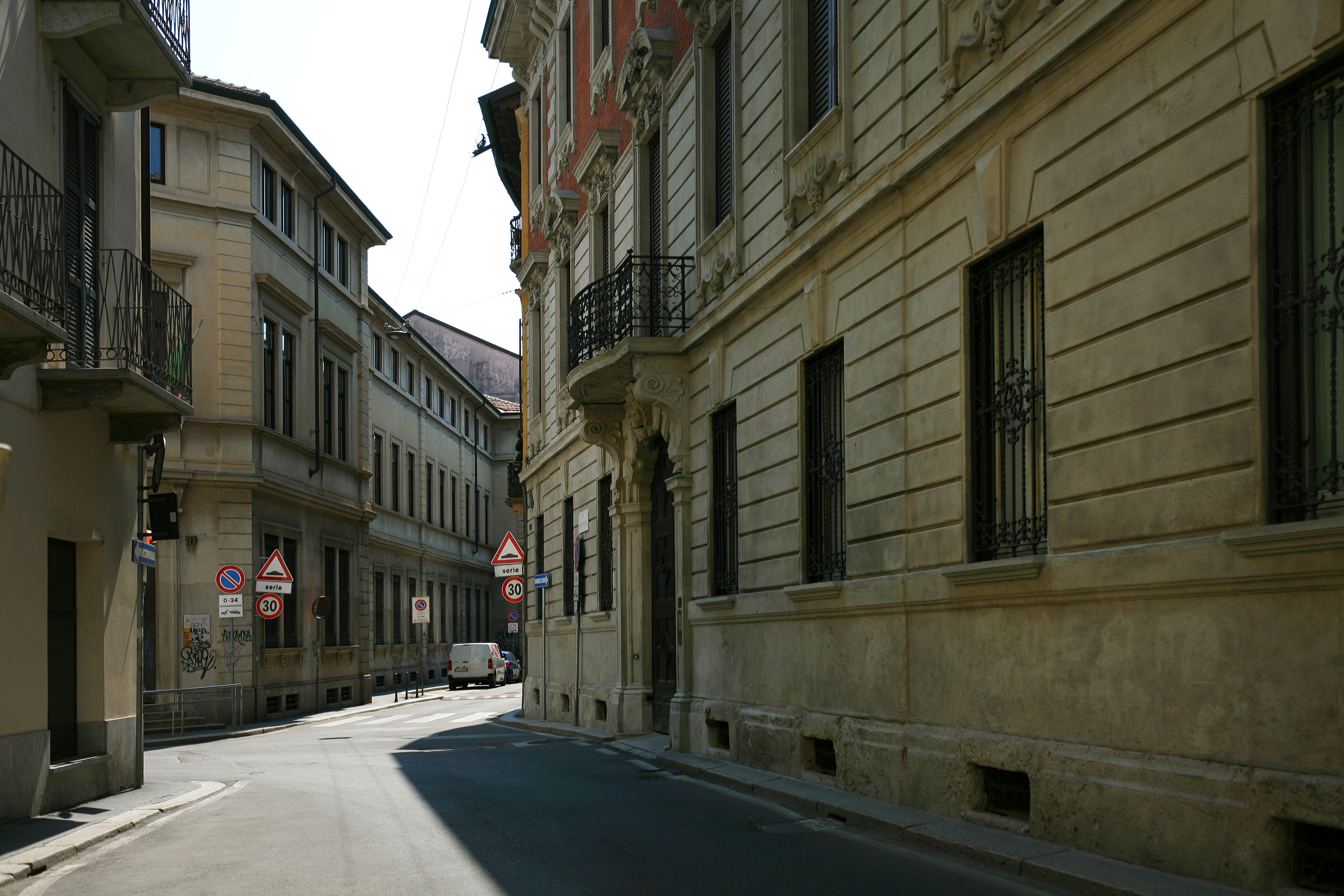
Ansicht der Via Cappuccio in Mailand, wo Elisa Montessori mit Mario Tchou lebte. 2018

1951 hatte sie ihre erste Ausstellung in Rom in der Galleria Fiorani. Der Kunsthistoriker Lionello Venturi bot ihr 1955 die Möglichkeit für ein Stipendium in Paris. Sie entschied sich jedoch in Rom zu bleiben, nachdem sie ihren späteren Ehemann, den Ingenieur Mario Tchou, getroffen hatte. Sie zog mit ihrem Ehemann nach Mailand und bekam mit ihm zwei Töchter. Ihr Haus in Mailand in der Via Cappuccio wurde vom Architekten Ettore Sottsass entworfen. Sottsass und ihr Ehemann waren durch die Beteiligung am Projekt Olivetti Elea befreundet. Bereits 1958 nahm Montessori an der Ausstellung italienischer Malerei in Hongkong teil und hatte 1965 eine Gruppenausstellung in Taiwan mit dem Titel Chinese and Italian Modern Painters. Nach dem Tod von Tchou im Jahr 1961 zog Montessori nach Trastevere in Rom.
In den siebziger Jahren widmete sie sich einer eher konzeptuellen und analytischen Forschung und den Möglichkeiten, das Werk in Bezug auf die Umgebung zu konstruieren. Dieser systematische Ansatz wurde von den Trends der Zeit und ihrem zweiten Ehemann, dem Architekten Costantino Dardi, beeinflusst. Ab 1981 arbeitete sie mehrfach mit der Galerie Architettura Arte Moderna (Galleria AAM) in Rom zusammen, die den kontinuierlichen Dialog zwischen ihrer Kunst und Architektur bezeugt. Nach den 1980er Jahren erstellte sie Bilder, die von den Werken von William Shakespeare, Goethe, Sylvia Plath, Patrizia Valduga, Emily Dickinson, Marianne Moore und Ingeborg Bachmann und Laura Lilli inspiriert waren. 2007 präsentierte sie in der Angelica Library - Angelica Gallery in Rom 100 hybride Bände, kleine und mittelgroße Bücher, Notizbücher und Alben.
Seit 1951 hatte sie zahlreiche Einzel- und Gruppenausstellungen in Italien und im Ausland, so auch die Teilnahme 1982 an der Biennale di Venezia, 1983 an der XVII Biennale von São Paulo in Brasilien, 1986 an der Quadriennale di Roma, 1989 an der Istanbul Biennale, 1999 an der Galleria Comunale d’Arte Moderna, Rom und 2009 an der 53. Biennale Venedig Fare Mondi/Making Worlds. Ab den 1990er Jahren nahm sie auch an Gruppenausstellungen in Paris, in den italienischen Kulturinstituten von Ankara, Kairo und Rabat, in Teheran und 2004 in Japan teil.
Ihre Werke sind Teil der ständigen Sammlung des Museo d’Arte Contemporanea di Roma, der Galleria d’arte moderna di Roma Capitale und des Palazzo della Farnesina in Rom. Seit 2010 ist ein Porträt, das die Fragmentierung ihres Körpers darstellt, Teil der Sammlung der Uffizien in Florenz.

## Anerkennungen
- 2004: ELISA MONTESSORI, ein Dokumentarfilm von Francesco Vaccaro[11]
- 2017: Internationaler Preis Leonardo Paterna Baldizzi

## Einzelausstellungen (Auswahl)
- 1986: Galleria Arco d’Alibert, Rom[12]
- 1987: La Bellezza della Luna, Il Triangolo Nero, Alessandria[13]
- 1988: Pastellzeichnungen zu William Shakespeares: Der Sturm, Biblioteca Casanatense, Rom[14]
- 1988: Pannelli del fiume e della valle, San Polo d’Enza[15]
- 1992: Le memorie del bianco, ehemaliges Gefängnis del Sant’Uffizio
- 1994: Galleria Mazzocchi, Parma
- 2002: Museo Hendrik Christian Andersen, Rom
- 2004: Galleria Giulia, Rom
- 2004: Frammenti dall Orto Botanico, Elle Arte, Palermo
- 2006: Shanghai Blues, Galleria Nazionale d’Arte Moderna, Rom
- 2008: Confini di carta, Galleria Nuvole, Montesarchio (2008)
- 2011: Villa Giulia, Rom[16]
- 2016: Monitor, Rom (2016)
- 2019: Casa delle Letterature, Rom[17]
- 2019: Italienisches Kulturinstitut, London
- 2020: Antonia Jannone Disegni di Architettura, Pietrasanta[18][19]
- 2021: Piante e Fiori (moralità boschiva), Monitor, Rom[20]